# Phantom Rider
Phantom Rider è un personaggio dei fumetti creato da Gary Friedrich, Roy Thomas (testi) e Dick Ayers (disegni) pubblicato dalla Marvel Comics. La sua prima apparizione avviene come Ghost Rider in Ghost Rider (vol. 1) n. 1 (febbraio 1967), sebbene sia ispirato ad un personaggio omonimo creato da Ray Krank (testi) e Dick Ayers (disegni) per la Magazine Enterprises su Tim Holt n. 11 (1949).
Eroico pistolero i cui panni sono stati vestiti da numerosi personaggi dai tempi del far west fino all'era moderna, tutte le incarnazioni mantengono il tratto comune del giustiziere mascherato con poteri soprannaturali ed uno spettrale costume bianco fosforescente.

## Storia editoriale

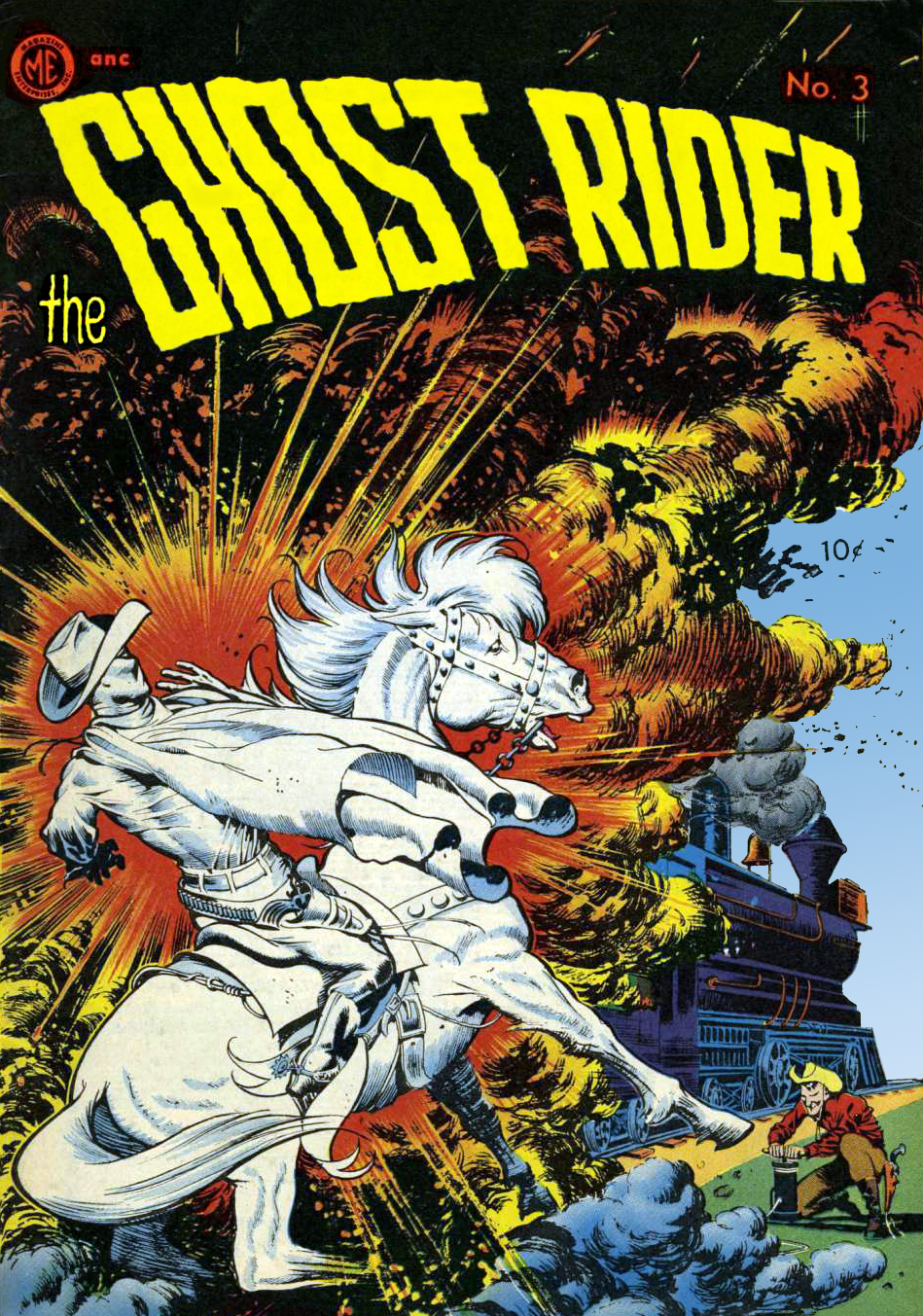
Ghost Rider # 3, disegnato da Frank Frazetta

La genesi editoriale del personaggio è complessa; nel 1943 l'editore Vincent Sullivan abbandona la National Allied Publications (futura DC Comics) fondando la Magazine Enterprises, tra le cui pubblicazioni figura l'albo Tim Holt (ispirato all'attore omonimo) su cui compare uno dei primi eroi mascherati western, lo U.S. Marshal Rex Fury, alias Calico Kid, che, apparentemente, muore gettato da un precipizio nell'undicesimo numero della testata (novembre 1949) ritornando tuttavia nei panni di Ghost Rider e comparendo in seguito anche su altre testate, quali Red Mask e A-1 Comics prima che il Comics Code Authority ne decretasse la chiusura a causa delle forti tematiche pulp e horror.
Caduto il trademark sul nome, la Marvel Comics riprese le fattezze e l'ambientazione del personaggio, eliminandone gli elementi horror e dedicandogli una testata omonima di sette albi (febbraio-novembre 1967) scritta da Roy Thomas e Gary Friedrich ed illustrata dal suo creatore originale, Dick Ayers. Col debutto del motociclista soprannaturale Ghost Rider, la casa editrice decide di rinominare il giustiziere western Night Rider ristampandone le vecchie storie nel 1974 sotto il nuovo nome editoriale, che si rivela però una scelta infelice in quanto gergalmente, negli Stati Uniti del Sud, il termine 'night rider' viene usato per indicare i membri del Ku Klux Klan; la Marvel decide quindi di ribattezzare il personaggio per una terza e definitiva volta, chiamandolo Phantom Rider.
Negli anni ottanta i personaggi della Magazine Enterprises sono stati riproposti dalla AC Comics ma, nel ristampare le storie del Ghost Rider originale, la AC ha dovuto ribattezzarlo 'Haunted Horseman' poiché la Marvel detiene i diritti sul suddetto nome.

## Biografia dei personaggi

### Carter Slade
Carter Slade è un insegnante vissuto in Ohio nel XIX secolo che viene insignito di poteri soprannaturali dall'uomo di medicina comanche Flaming Star e, attorno al 1873, inizia a combattere il crimine nei panni di "Phantom Rider" cavalcando un destriero bianco dotato dei suoi stessi poteri di nome "Banshee". Nel corso delle sue avventure il primo Phantom Rider ha incontrato Ghost Rider, giunto nella sua epoca tramite la magia di Manitou, e ha collaborato con lui per catturare un gruppo di banditi; dopo aver svolto numerose altre imprese eroiche, Carter muore per salvare la vita di suo fratello Lincoln ma ritorna poi sotto forma di spirito in varie occasioni per possedere il suo discendente Hamilton Slade facendone il suo successore nell'era moderna.

### Jamie Jacobs
Jamie Jacobs è la giovane spalla di Carter Slade, diviene il secondo Phantom Rider in seguito alla morte del suo mentore venendo tuttavia immediatamente ucciso in battaglia.

### Lincoln Slade
Lincoln Slade è uno U.S. Marshal nonché fratello di Carter, gli succede in veste di terzo Phantom Rider poco dopo che questi muore per salvargli la vita ma, nel giro di qualche tempo, impazzisce a causa dei suoi poteri e, nel momento in cui i Vendicatori della Costa Ovest viaggiano indietro nel tempo, rapisce Mimo drogandola e stuprandola fino a che essa non rinsavisce e lo uccide senza pietà scaraventando giù da un burrone. Lo spirito di Lincoln, incapace di trovare la pace, prende successivamente possesso del suo discendente Hamilton Slade nel vano tentativo di "vendicarsi" di Mimo.

### Reno Jones
Reno Jones è un pistolero afroamericano membro del duo Gunhawks che assume brevemente i panni di quarto Phantom Rider per combattere i Nightriders, un gruppo di mercenari affiliati al Ku Klux Klan e capeggiati dal suo ex-partner Kid Cassidy; si ritira a missione compiuta.

### Hamilton Slade
Hamilton Slade è un archeologo operante presso la University of Nevada, Las Vegas, nonché il diretto discendente di Carter e Lincoln Slade, viene posseduto dagli spiriti dei suoi antenati divenendo il quinto Phantom Rider e portandone avanti le gesta eroiche pur non conservando alcun ricordo delle azioni compiute sotto la loro influenza. Quando lo spirito di Lincoln inizia ad esercitare un controllo maggiormente forte spingendo Hamilton a tormentare ed attaccare Mimo i Vendicatori della Costa Ovest, grazie ad un esorcismo di Daimon Hellstrom e all'aiuto dello spirito di Carter, bandiscono il fantasma di Lincoln liberando Hamilton, che decide poi di sua spontanea volontà di continuare a essere posseduto da Carter iniziando dunque a mantenere i ricordi delle sue avventure come Phantom Rider. Anni dopo, per salvare sua figlia Jaime, a sua volta vittima dell'influenza di Lincoln, Hamilton chiede ad Hellstrom di eseguire lo stesso esorcismo fatto tempo addietro su di lui ma, terminato il rito, viene assassinato da Crossfire.

### J. T. James
James Taylor "J. T." James, noto anche come Hellfire, è il pronipote di Carter Slade dotato di riflessi sovrumani e dell'innata capacità di manipolare il fuoco nella forma di una catena che maneggia con incredibile maestria. Reclutato da Fury nei Secret Warriors per aiutarlo a fermare l'invasione segreta degli Skrull, nonostante il suo carattere sbruffone, anticonformista e contestatore lo porti ad avere numerosi contrasti con l'autorità e con i numerosi segreti dell'uomo, J. T. sviluppa un profondo rapporto con gli altri membri del gruppo nonché una vicendevole attrazione per Daisy ma, infine, si rivela un agente doppiogiochista al servizio dell'HYDRA motivo per cui Fury lo uccide facendolo precipitare in una voragine.

### Jaime Slade
Jaime Slade è la figlia di Hamilton Slade che, dopo aver trovato un'urna nella residenza di famiglia, viene posseduta dallo spirito del folle antenato Lincoln Slade divenendo la sesta Phantom Rider; alleatasi con Crossfire per affrontare Occhio di Falco e Mimo, viene sconfitta dal padre con l'aiuto di Hellstrom, che esorcizza lo spirito di Lincoln; dopo che l'ex-alleato uccide il genitore tuttavia, Jaime impazzisce e tenta comunque di assassinare Mimo, motivo per cui viene presa in custodia dallo S.H.I.E.L.D..

## Poteri e abilità
Ogni Phantom Rider possiede poteri soprannaturali quali forza, velocità e resistenza sovrumane, nonché la capacità di diventare invisibile, intangibile, di guarire rapidamente da qualsiasi ferita e di eludere la morte possedendo i suoi discendenti in forma di spettro. Ogni Phantom Rider è inoltre molto abile nel combattimento corpo a corpo e nell'uso di pistole, fucili, coltelli e altre armi; anziché una moto come Ghost Rider, Phantom Rider cavalca un destriero di nome Banshee col quale condivide i poteri e grazie a cui è in grado di correre a velocità elevatissime e saltare grandi distanze; sebbene nel XIX secolo il cavallo fosse in carne ed ossa, nelle incarnazini successive è divenuto una sorta di entità spiritica evocabile dal suo padrone.

## Altri media

### Cinema
Nel film del 2007 Ghost Rider Sam Elliott interpreta Carter Slade, il guardiano del cimitero (Caretaker), predecessore del protagonista nei panni di Ghost Rider condannato all'immortalità da Mefistofele come punizione per essersi rifiutato di consegnargli le anime della cittadina di San Venganza; dopo 150 anni, con l'arrivo del nuovo Ghost Rider, viene liberato dalla maledizione.

### Televisione
Phantom Rider compare come una versione alternativa di Ben Parker in un episodio di Ultimate Spider-Man.

### Videogiochi
- Phantom Rider compare come skin di Ghost Rider in Marvel: La Grande Alleanza.
- Carter Slade compare in Ghost Rider, ispirato all'omonimo film.

## Marvel Western
Sebbene il Phantom Rider dell'universo Marvel non abbia esordito nella Golden Age, la Atlas Comics, antesignana della Marvel, ha pubblicato numerosi personaggi western nel corso degli anni cinquanta tra cui Black Rider, Kid Colt (detto anche Outlaw Colt), Rawhide Kid, Kid Due Pistole e Ringo Kid, tutti successivamente introdotti nell'universo Marvel tramite ret-con.
La prima saga legata alla continuity marvelliana che recupera i suddetti personaggi è quella sviluppata su The Avengers (vol. 1) n. 141-143 (novembre 1975-gennaio 1976), in cui i Vendicatori viaggiano indietro nel tempo fino al vecchio West nel corso di una battaglia con Immortus e Kang il Conquistatore; all'interno di tale arco narrativo si innesta anche Avengers Forever n. 6 (maggio 1999), successivo dal punto di vista editoriale ma antecedente sul piano narrativo.